# 渡邊學而
渡邊 學而（わたなべ がくじ、1935年〈昭和10年〉2月9日 - 2025年〈令和7年〉4月4日）は、日本の音楽評論家、合唱指揮者。新字体で渡辺学而または渡邊学而と記載されることがある。

## 経歴
東京教育大学附属高等学校を経て、1959年（昭和34年）3月、慶應義塾大学経済学部卒業。在学中は慶應義塾ワグネル・ソサィエティー男声合唱団の学生指揮者を務めた。同年4月日本ビクター株式会社へ就職したが1961年（昭和36年）10月に同社退職。同年よりヴォイストレーナーとして学習院輔仁会音楽部男声合唱団の指導に携わり、1962年（昭和37年）から1972年（昭和47年）まで前田幸市郎とともに男声合唱団の常任指揮者を務めた。
また、フリーの音楽評論家としても活動している。音楽の啓蒙家として、誰にでも親しめる解かりやすい音楽解説は、各方面から高い評価を得ている。『Music monthly』『音楽芸術』『音楽現代』『音楽の友』『教育音楽』『レコード芸術』などの誌上で活躍し、執筆した記事は、国立国会図書館デジタルコレクションに所蔵されているだけでも630余件にのぼる。これまで学習院大学、日本女子大学、武蔵野音楽大学で教鞭をとる傍ら、文化庁の各種審査会や委員会の委員、青梅市の教育委員、NHKの音楽番組や高校講座の企画・解説者、NHK全国学校音楽コンクール全国大会の審査員などを歴任した。
2001年（平成13年）3月から2006年（平成18年）3月にかけては、第51回 - 第56回 芸術選奨文部科学大臣賞および 芸術選奨文部科学大臣新人賞（音楽部門）の選考委員を務めた。

## 出演番組
- ステレオホームコンサート（NHK-FM）

## 主な著書
- 音楽文化史：音楽とヨーロッパ精神 ウィルフリッド・ダンウェル 著、村田武雄、渡邊學而、吉田裕子 訳 筑摩書房 1968
- 音楽よもやま話 現代教育社 1985
- フランツ・シューベルト 芸術現代社 1985/6
- 音楽鑑賞の指導法―子どもの可能性を引き出す 音楽之友社 1987/4
- 大作曲家の知られざる横顔（丸善ライブラリー）1991/7/1
- 大作曲家の知られざる横顔 (2) リストからの招待状（丸善ライブラリー）1992/9/1
- ヨーロッパ音楽の流れ 芸術現代社 2001/7/5
- 大音楽家 生涯と作品シリーズ  フランツ・シューベルト（大音楽家生涯と作品シリーズ）芸術現代社 2005/10/20
- 電子書籍 シリーズ『聴いて発見！クラシック音楽のひみつ』第1巻 ベートーヴェン：交響曲第5番 第1楽章 公益財団法人音楽鑑賞振興財団 2018/11/21[6]